# Arrondissement di Étampes
L'arrondissement di Étampes è una suddivisione amministrativa francese, situata nel dipartimento dell'Essonne e nella regione dell'Île-de-France.

## Composizione
L'arrondissement di Étampes raggruppa 79 comuni in 6 cantoni:
- Cantone di Dourdan
- Cantone di Étampes
- Cantone di Étréchy
- Cantone di La Ferté-Alais
- Cantone di Méréville
- Cantone di Saint-Chéron